# Ocaña, retrat intermitent
Ocaña, retrat intermitent és un documental dirigit per Ventura Pons que retrata la vida del pintor transvestit José Pérez Ocaña, i de la Barcelona post-franquista de 1978 a través de la mirada de l'artista.
És un passeig pels carrers de la ciutat i els seus ambients en una època durant la qual encara estava vigent la llei de perillositat social, utilitzada per a reprimir els homosexuals.
El documental va representar la primera incursió de Pons en el món del cinema, després de més de deu anys dirigint obres teatrals, i va competir en el Festival de Canes d'aquell any.